# Хойт, Десмонд
Хью Десмонд Хойт (англ. Hugh Desmond Hoyte; 9 марта 1929, Джорджтаун — 22 декабря 2002, Джорджтаун) — премьер-министр и президент Гайаны.

## Биография
Отец — Джордж Альфонсо Хойт, мать — Глэдис Мариэтта Хойт. Образование получил в Британской Гвиане (прежнее название Гайаны) и Англии. В 1948-50 работал учителем. По специальности адвокат. После возвращения из Лондона в 1960 занимался частной практикой.
С 1968 член Национального собрания в рядах Народного национального конгресса (ННК). В 1969—1970 годах — министр внутренних дел, в 1970—1972 годах — министр финансов, в 1972—1974 годах — министр общественных работ и коммуникаций, в 1974—1980 годах — министр экономического развития.
С декабря 1980 — один из 5 вице-президентов страны, отвечающий за экономическое планирование, финансы и региональное развитие.
В августе 1984 года, при очередной реорганизации правительства был выдвинут на пост премьер-министра и стал 1-м вице-президентом.
После внезапной смерти президента страны Форбса Бёрнэма 6 августа 1985 года стал новым президентом страны.
На своём посту Хойт взял курс на сворачивание государственного сектора. Ввиду острейшего и длительного экономического кризиса в стране выдвинул в 1987 году на съезде ННК программу экономического возрождения, означавшую отказ от ортодоксальной социалистической идеологии и признававшую необходимость стимулирования частного предпринимательства и открытого политического общества. В 1990 году отказался от положения о переходе к социализму, назвав приоритетным развитие рыночной экономики и свободного предпринимательства, широкое привлечении иностранных инвестиций.
Однако о демократизации говорить не приходилось — в 1990 году Хойт ввёл чрезвычайное положение, отложил выборы и передал в аренду иностранным корпорациям большие массивы экваториальных лесов.
В 1990—1992 годах также занимал пост министра иностранных дел.
Данная политика была непопулярна в стране, что привело Хойта к поражению на президентских выборах 1992 года. Баллотировался от ННК на пост президента в 1996 и 2001 годах и получив, соответственно, 40,6 и 41,7 % голосов, занимал второе место.
Умер 22 декабря 2002 года от сердечной недостаточности в Джорджтауне, Гайана, в возрасте 73 лет. Его могила находится в Ботаническом саду.